# Шиповских, Геннадий Геннадиевич
Геннадий Геннадиевич Шиповских (22 октября 1989; посёлок Саксаульский, Аральский район, Кзыл-Ординская область, Казахская ССР, СССР) — казахстанский общественно-политический деятель. Депутат Сената Парламента Республики Казахстан (с 24 января 2023 года).

## Биография
Геннадий Геннадиевич Шиповских Родился в 1989 году в посёлке Саксаульском Аральского района Кзыл-Ординской области. После кончины отца Шиповских Геннадия Павловича и матери Куликовой Лидии Николаевны в 2004 году был определён в Кызылординский детский дом имени Макаренко. В том же году был усыновлен казахской семьей.
В 2009 году, окончив вечернюю школу № 6 города Кызылорды, поступил по специальности «Помощник машиниста» в профессиональный лицей № 5 посёлка Айтеке би Казалинского района.
В 2010 году, окончив лицей с отличием, устроился на работу в Кызылординское локомотивное депо в качестве слесаря передвижного состава. В 2013 году перевёлся помощником машиниста в Кызылординское депо по эксплуатации локомотивов.
В 2014 году поступил в Кызылординский агротехнический колледж имени Исатая Абдукаримова. Активно участвовал во многих областных и городских общественных мероприятиях, был членом команды КВН АО «Қазақстан темір жолы» «Evolution».
С 24 марта 2016 года по 19 января 2023 года — депутат Мажилиса Парламента Республики Казахстан VI—VII созывов по партийному списку партии «Нур Отан» (в 2022 году переименована в партию «Аманат»). За 8 лет пребывания в Мажилисе Шиповских запомнился только одним: депутат Мажилиса ОТКАЗАЛСЯ ГОВОРИТЬ НА РУССКОМ ЯЗЫКЕ с обратившимся к нему на русском языке человеком. Причем, распиарил и очень гордился этим свои «подвигом». 
С 24 января 2023 году указом президента Казахстана назначен депутатом сената парламента Казахстана. Уже будучи депутатом Сената выступил с предложением заблокировать TikTok в Казахстане.
Семейное положение: Женат на Сагимбаевой Алтынай Темирхановне, воспитывает дочь.

## Награды и звания
- 2022 (14 октября) — Указом президента РК награждён орденом «Курмет» (награда вручена в Акорде);
- 2022 (14 декабря) — Медаль «За отличие в предупреждении и ликвидации чрезвычайных ситуаций»;
- 2022 (27 декабря) — Медаль «Белсенді қызметі үшін» — за вклад в становление и развитие партии «AMANAT»;
- 2022 (20 ноября) — Благодарственное Письмо Президента Республики Казахстан;
- 2018 (5 декабря) — Указом президента РК награждён медалью «Ерен Еңбегі үшін» (За трудовое отличие);[3][4][5]
- Медаль «20 лет Ассамблеи народа Казахстана» (2015);
- Медаль «25 лет независимости Республики Казахстан» (2016);
- Медаль «20 лет Астане» (2018);
- Медаль «25 лет Конституции Республики Казахстан» (2020);
- Медаль «30 лет независимости Республики Казахстан» (2021);